# Lijst van spelers van Hertha BSC
Deze lijst omvat voetballers die bij de Duitse voetbalclub Hertha BSC spelen of gespeeld hebben. De spelers zijn alfabetisch gerangschikt.

## A
| - Mika Aaltonen - Reinhold Adelmann - Jens Adler - Maikel Aerts - Henrik Agerbeck | - Fritz Ahlers - Sezgin Aksakal - Taskin Aksoy - Erwin Albert - Sami Allagui | - Alex Alves - Hans-Joachim Altendorff - André Lima - Bram Appel - Hans Appel | - Ilija Aracic - Martin Aretz - Bryan Arguez - Marc Arnold - Hermann Augustin |

## B
| - Hans-Jürgen Baake - Marko Babic - Joe Bacak - Fritz Bache - Fritz Balogh - Harry Bänsch - Mario Basler - Thomas Baßmann - Yıldıray Baştürk - Uli Bayerschmidt - Bernd Beck | - Erich Beer - Roy Beerens - Daniel Beichler - Stefan Beinlich - Rasmus Bengtsson - Harald Beyer - Uwe Bialon - Pascal Bieler - Nout Bierings - Sascha Bigalke - Ayhan Bilek - Walter Bilek | - Kurt Birkner - Rolf Blau - Rainer Blechschmidt - Jörg Blüthmann - Jérôme Boateng - Kevin-Prince Boateng - Fredi Bobic - Karl Boelk - Jean-Paul Boëtius - Rainer Bonhof - Eberhard Borchert - Dedryck Boyata - Hermann Bredenfeld | - Dieter Brefort - Dirk Bremser - Alfred Brink - Holger Brück - Franz Brungs - Heinz-Peter Buchberger - Fritz Buchloh - Sascha Burchert - Dick van Burik |

## C
| - Dennis Cagara - Ellery Cairo - Bayram Cakal | - Diego Castro - Dragutin Čelić - Clederson Cesar | - Sofian Chahed - Amine Chermiti - Hubert Clute-Simon | - Ante Čović - Bilal Çubukçu - Leandro Cufré |

## D
| - Ali Daei - Márton Dárdai - Pál Dárdai - René Deffke - Sebastian Deisler - Ashkan Dejagah | - Sven Demandt - Nello di Martino - Pierre Dickert - Jürgen Diefenbach | - Frank Dietrich - Niksa Djujic - Marco Djuricin - Valeri Domovtsjijski | - Emil Domscheidt - Paul Dörflinger - Erich Dreher - Jaroslav Drobný |

## E
| - Patrick Ebert - Rainer Ecke - Michael Eckhard - Chinedu Ede | - Hans Eder - Jonny Egbuono - Horst Ehrmantraut - Manfred Eichberg | - Jurgen Ekkelenkamp - Karl-Heinz Emig - Peter Enders | - Engelländer - Bernd Engelmann - Peter Engler |

## F
| - Helmut Faeder - Wolfgang Fahrian - Christian Fährmann - Mark Farrington - Malik Fathi - Otto Feier | - Marcus Feinbier - Wolfgang Feldhahn - Karl-Heinz Ferschl - Christian Fiedler - Michael Fiedler - Axel Fischer | - Max Fischer - Alf Fistler - Erhard Foit - Hans-Joachim Förster - Gernot Fraydl - Thomas Freudenstein | - Arne Friedrich - Rob Friend - Otto Fritze - Uwe Frowein - Klaus Funk |

## G
| - Roman Gajda - Christopher Gäng - Wolfgang Gayer - Paul Gehlhaar - Theofanis Gekas - Laszlo Gergely - Bernd Gersdorff - Ayhan Gezen - Gilberto - Christian Giménez | - Richard Girulatis - Heikko Glöde - David Goodwin - Bart Goor - Armin Görtz - Paul Goss - Heinz Götsch - Falko Götz - Alfred Götze - Torsten Gowitzke | - Tobias Grahn - Karl-Heinz Granitza - Gerhard Grau - Gabriele Graziani - Manfred Greif - Dirk Greiser - Hans Grenzel - Walter Greschus - Theo Gries - Gregor Grillemeier | - Reinhard Gröger - Lothar Groß - Volkmar Groß - Kurt Großmann - Walter Gruler - Heinz Gründel - Erich Gülle - Peter Gutzeit |

## H
| - Julius Haase - Max Haase - Hermann Hahn (voetballer) - Jan Halvor Halvorsen - Frank Hanisch - Klaus-Peter Hanisch | - Lennart Hartmann - Michael Hartmann - Otto Haupt - Richard Haupt - Christian Hausmann - Karl-Heinz Hausmann | - Eli de Heer - Thomas Helmer - Norbert Henkel - Erwin Hermandung - Hendrik Herzog - Klaus Heuer | - Herbert Hirth - Oliver Holzbecher - Robert Holzer - Lorenz Horr - Roman Hubník |

## I
| - Nikolai Iliev | - Werner Ipta | - Harun Isa | - Karl Islacker |

## J
| - Goya Jaekel - Michael Jakobs - Lothar Jakubke | - Christoph Janker - Norbert Janzon | - Ivan Jaremtsjoek - Walter Junghans | - Otto Jungtow - Robert Jüttner |

## K
| - Gojko Kačar - Peter Kaehlitz - Sven Kaiser - Eugen Kaminski - Steffen Karl - Bartosz Karwan - Walter Keller - Michael Kellner - Peter Kempa - Werner Killmaier - Lim Theong Kim - Gábor Király - Willi Kirsei - Pavle Kis | - Fred Klaus - Wolfgang Kleff - Thomas Kleineberg - Horst Klettner - Gerald Klews - Uwe Kliemann - Uwe Klimaschefski - Kurt Klopocki - Hans-Dieter Kluge - Roland Kneißl - Marvin Knoll - Carsten Kober - Levan Kobiasjvili | - Engelbert Koch - Benjamin Köhler - Uwe Kollmannsperger - Kostas Konstantinidis - Andreas Köpke - Herwart Koppenhöfer - Erwin Kostedde - Niko Kovač - Dieter Krafczyk - Thomas Kraft - Dietmar Krämer - Michael Krampitz - Emil Krause | - Zbigniew Krawczyk - Willibert Kremer - Sven Kretschmer - Peter Kriegl - Florian Kringe - Jørgen Kristensen - Rudolf Kröner - Peter Kronsbein - Hans-Jürgen Krumnow - Axel Kruse - Stephan Kuhlow - Dirk Kurtenbach - Tomasz Kuszczak |

## L
| - Jürgen Lahn - Srđan Lakić - Carsten Lakies - Werner Lange - Vithaya Laohakul - Denis Lapaczinski - Pierre-Michel Lasogga | - Bernd Laube - Bruno Lehmann - Daniel Lehmann - Christian Lell - Dirk Lellek - Manfred Lenz - Karl-Heinz Leufgen | - Otto Leuschner - Reinhard Lindner - Peter Loontiens - Alfred Lorenz - Lúcio - Trond Ludvigsen | - Alexander Ludwig - Luizão - Dodi Lukebakio - Thomas Lundin - Mike Lünsmann - Fabian Lustenberger |

## M
| - Rob Maas - Horst Maaß - Peter Mack - Alexander Madlung - Reinhard Mager - Benno Magnusson - Thorsten Malessa - Sergey Mandreko | - İlhan Mansız - Kurt Manthey - Marcelinho - Thorben Marx - Heinz May - Michél Mazingu-Dinzey - Heiko Meier - Wolfgang Metzler | - Sven Meyer - Kai Michalke - Andre Mijatović - Jürgen Milewski - Mineiro - Frank Mischke - Aleksandar Mladenov | - Jürgen Mohr - Alfredo Morales - Christian Müller - Ernst Müller - Kurt Müller - Ludwig Müller - Robert Müller |

## N
| - Nderim Nedžipi - Nenê - Andreas Neuendorf | - Sebastian Neumann - Maximilian Nicu - Christian Niebel | - Peter Niemeyer - Norbert Nigbur | - Peter Nogly - Dieter Nüssing |

## O
| - Timo Ochs - Ernst Ogris | - Solomon Okoronkwo - Yasuhiko Okudera | - Ivica Olić | - Andreas Ottl |

## P
| - Peter Pagel - Marko Pantelić - Bernd Patzke - Wolfgang Patzke - Herrmann Paul | - Nemanja Pejčinović - Nico Pellatz - Fanol Perdedaj - Karl-Heinz Peter | - Oswald Pfau - Lothar Philipp - Roberto Pinto - Łukasz Piszczek | - Hans-Günther Plücken - Otto Poppe - Michael Preetz - Leo Prominski |

## Q
- Heinz-Gerhard Quast
- Gregor Quasten

## R
| - Herbert Radecke - Shervin Radjabali-Fardi - Nando Rafael - Raffael - Uwe Rahn - Wolfgang Rahn - Carsten Ramelow - Adrián Ramos - Ole Rasmussen - Marcel Rath | - Thomas Rath - Otto Rehhagel - Marko Rehmer - Giuseppe Reina - Piotr Reiss - Kjetil Rekdal - Thomas Remark - Rene Renno - Johann Richter - Marco Richter - Thomas Richter | - Florian Riedel - Johannes Riedl - Jürgen Rinke - Günter Ritter - Rodnei - Frank Rohde - Rolf Rohrberg - Rokittka - Helmut Rombach | - Ronny - Michael Roßbach - Bryan Roy - Altin Rraklli - Hans Ruch - Carl-Heinz Rühl - Rui Marques - Nikita Rukavytsya - Jürgen Rumor |

## S
| - Christian Saba - Christian Sackewitz - Sejad Salihović - Gottfried Sälzler - Christopher Samba - Iva Sangulin - Tony Sanneh - Cícero Santos - Peter Saternus - Gunnar Sauer - Daniel Scheinhardt - Klaus Scheinig - Andreas Schiemann - Otto Schießl - Hans-Günter Schimmöller - Kurt Schläger - Norbert Schlegel | - Peter Schlesinger - Thorsten Schlumberger - Adolf Schmidt - Andreas Schmidt - Gerd Schmidt - Oliver Schmidt - Uwe Schmidt - Jürgen Schmiege - Hubert Schmitz - Frank Schmöller - Werner Schneider - Helmut Schön - Joachim Schönfeld - Christopher Schorch - Jürgen Schröder - Oliver Schröder - Günter Schüler | - Detlef Schulz - Fritz Schulz - Gerhard Schulz - Kurt Schulz - Nico Schulz - Andreas Schumann - Hermann Schwarz - Erich Seckler - Horst Seide - Marco Sejna - Davie Selke - Nourreddine Semghoun - Wolfgang Sidka - Josip Šimunić - Rudi Skácel - Søren Skov - Hanne Sobek | - Franz Solil - Hans-Jürgen Sperlich - Alfred Stahr - Arno Steffenhagen - Marc Stein - Lutz Steinert - Edmund Stöhr - Richard Strebinger - Kevin Stuhr Ellegaard - Chris Sullivan - Jürgen Sundermann - Frank Süs - Václav Svěrkoš - Eyjólfur Sverrisson - Michael Sziedat - Detlef Szymanek |

## T
| - Haris Tabaković - Miroslav Tanjga - Klaus Taube - Stephan Täuber - Alphonse Tchami - Joël Tchami | - Hermann Teuber - Karl Tewes - Horst Thiel - Reinhard Thieme - Andreas Thom | - Ötte Tibulsky - Wolfgang Tillich - Dieter Timme - Michael Toppel | - Ibrahima Traoré - Gerhard Tremmel - René Tretschok - Kurt Trotschinsky |

## U
- René Unglaube

## V
| - Franz Valinski - Zoltán Varga - Sixten Veit | - Engin Verel - Andreas Vogler - Frank Voihs | - Willi Völker - Steve von Bergen | - Andrij Voronin - Hasan Vural |

## W
| - Horst Waclawiak - Sandro Wagner - Stephanus Walbeek - Klaus Walleitner - Amadeus Wallschläger - Jürgen Weber - Alfred Weh | - Uwe Weidemann - Hans Weiner - Christian Werner - Manfred Werner - Gerd Werthmüller - Lothar Wesseler - Matthias Westerwinter | - Artur Wichniarek - Karl-Heinz Wiegel - Tasso Wild - Rudolf Wilhelm - André Winkhold - Uwe Witt - Hans-Jürgen Wittelsberger | - Karl-Michael Wohlfahrt - Claus-Dieter Wollitz - Horst Wolter - Paul Wopp - Frank Wormuth - Dariusz Wosz |

## Z
| - Thomas Zander - Willi Zargus - Deyovaisio Zeefuik - Rudolf Zeiser | - Hans Zengerle - Marco Zernicke - Thomas Zetzmann - Jochem Ziegert | - Werner Zielke - Sead Zilic - Martin Zimmer | - Andreas Zimmermann - Wolfgang Zink - Alexander Ziolkewitz |